# Rhopalimorpha lineolaris
Rhopalimorpha lineolaris är en insektsart som beskrevs av Pendergrast 1950. Rhopalimorpha lineolaris ingår i släktet Rhopalimorpha och familjen taggbärfisar. Inga underarter finns listade i Catalogue of Life.